# Roberto Jacoby
Pour les articles homonymes, voir Jacoby.
Roberto Jacoby, né à Buenos Aires le 29 juillet 1944, est un sociologue et artiste conceptuel argentin.

## Biographie
Roberto Jacoby naît en Argentine en 1944 de parents immigrés qui fuyaient le nazisme. Il fait ses études secondaires au Colegio Nacional de Buenos Aires et entre ensuite à l'université de Buenos Aires où il étudie la sociologie. Il a également étudié à l'Institut Di Tella.[réf. nécessaire]
Dans les années 1960, avec un de ses camarades de classe Ricardo Carreira, il commence à fréquenter le Bar Moderno, lieu de réunion des artistes les plus importants de l'époque.
En 1965, il participe au prix Braque et à l'exposition Noé + Experiencias colectivas organisée par Luis Felipe Noé au musée d'art moderne de Buenos Aires. Cette même année, il présente à la galerie Guernica l'installation Vivir aqui (Vivre ici), pour laquelle il déplace son atelier et ses meubles dans les salles d'exposition pour 24 heures.
En 1966, Jacoby obtient un prix au XXVIème Salon d'art de Mar del Plata avec une sculpture faisant référence à la guerre du Viêt Nam et il intervient également lors de l'exposition collective Homenaje al Vietnam organisée à la galerie Van Riel.[réf. nécessaire]
Entre 1966 et 1967, il produit les premières expériences d'"art des médias massifs", un genre créé en collaboration avec Eduardo Costa et Raúl Escari. En juillet 1966, les trois artistes réalisent leur œuvre fondatrice intitulée Participación total ou Happening para un jabalí difunto qui consiste à envoyer à la presse un rapport composé de photos et de descriptions portant sur un happening qui n'a pas eu lieu, et que certains médias publient comme un événement qui s'est produit.
En 1967, Jacoby part pour New York avec Oscar Masotta et réalise Mao y Perón, un solo corazón dans le cadre du rassemblement hippie Be à Central Park. L'année suivante, il produit une sérigraphie représentant Che Guevara accompagnée du message Un guerrillero no muere para que se lo cuelgue en la pared (Un guerrier ne meurt pas qu'on l'accroche au mur).
Dans les années 1970, il forme le groupe activiste Agitación y Propaganda avec Beatriz Balvé, Octavio Getino et Antonio Caparrós, qui réalise des projections clandestines du film La hora de los hornos (1968) de Fernando Solanas et Getino, et publie la revue Sobre. À partir de 1974, avec le développement croissant de la violence étatique en Argentine, Jacoby ne peut plus exercer ses activités artistiques pour lesquelles les médias et les relations sociales jouent un rôle essentiel. Il reprend alors ses études de sociologie et intègre un groupe de recherche, le CICSO, un centre de recherche en sciences sociales, au sein duquel il mène plusieurs recherches sur les formes d'organisations humaines et les luttes des milieux populaires.[réf. nécessaire]
En 1979, en pleine dictature, il entre en contact avec le chanteur argentin Federico Moura, leader du groupe de rock et new wave argentin Virus, qui l'invite à écrire des chansons pour son groupe. Il voit en l'ambigüité sexuelle de Moura, en la rébellion et les revendications du groupe, un fort potentiel politique, une sorte de résistance à la peur causée par l'expérience de l'État terroriste. Dans les années 1980, Jacoby participe activement à la scène underground de Buenos Aires. Lors du retour à la démocratie, il mène une "stratégie de la joie" comme réponse politique à la terreur des années précédentes et organise divers événements et fêtes itinérantes. Il lutte également contre les manières cristallisées de voir le monde, l'élément central de son action est une volonté de reconstituer le lien social à la suite de la dictature. Il conduit également des recherches au travers d'un questionnaire qu'il distribue à 240 personnes divisées selon leur âge, niveau d'éducation et sexe. Ce questionnaire, qui contient des questions ouvertes et fermées, des évocations et des images du mot "peur" cherche à décortiquer les éléments qui perdurent de la stratégie de peur adoptée par l'Etat lors de la dictature. Son but est de trouver des formes culturelles de contrer cette situation.
En 1988, Jacoby expose à l'Institut de coopération ibéroaméricaine (désormais CCEBA) lors de l'exposition collective La escena intangible. Il maintient le contact avec la galerie du centre culturel Ricardo Rojas depuis son ouverture en 1989 et participe à deux de ses événements.

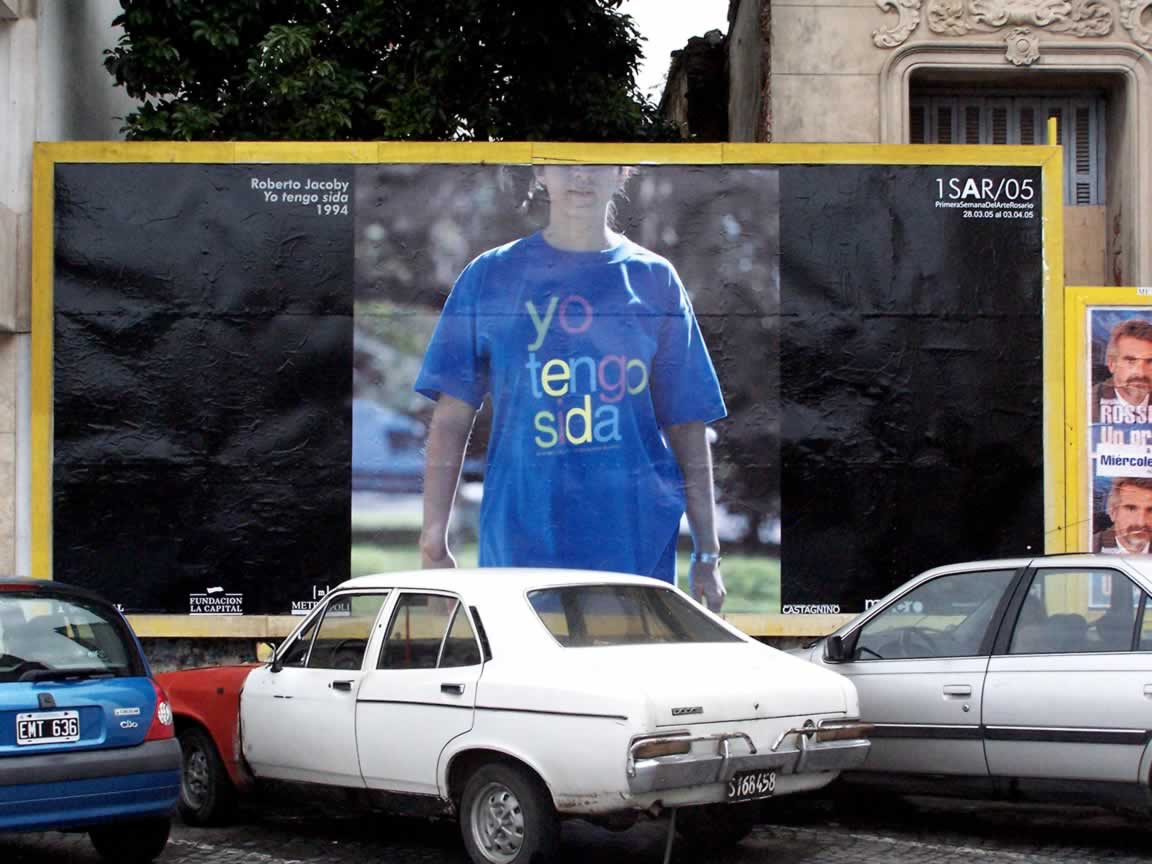
Campagne Yo tengo sida, 1994

En 1994, il lance avec Mariana "Kiwi" Sainz la campagne Yo tengo sida pour sensibiliser la population argentine à la discrimination envers les personnes atteintes du VIH. Le chanteur argentin Andrés Calamaro notamment promeut son action en portant un T shirt au nom de la campagne.
À la fin des années 1990, il prend part à quelques événements théâtraux. Il présente notamment en 1998 un remake de 13 Most Beautiful Boys d'Andy Warhol au Centre expérimental du Théâtre Colón. Au cours des années qui suivent, il monte plusieurs projets d'échange comme Chacra 99, Bola de Nieve, Fundación START ou encore Proyecto Venus.
En 2000, il participe au lancement de la revue Ramona, qui est une publication sans images sur l'art argentin. En 2002, après avoir obtenu la Bourse Guggenheim, il concrétise le Projet Vénus en frappant une nouvelle monnaie qui permet à ses associés d'échanger des biens et services en marge de l'économie standard. Cette même année, Jacoby présente Darkroom à la galerie Belleza y Felicidad, une installation conçue pour un seul spectateur à la fois qui perçoit à travers une caméra infrarouge dont il est équipé une performance exécutée par treize personnes dans l'obscurité totale. Cette installation sera exposée postérieurement au musée d'art latino-américain de Buenos Aires (en 2005), à la Biennale de Pontevedra (en 2006) et au Centre Culturel Recoleta (en 2007).[réf. nécessaire]
En 2004, il publie le roman Moncada, co-écrit avec Jorge Di Paola par e-mail. Deux ans plus tard, il réalise le projet La castidad avec Syd Krochmalny.
En 2009, lors des conflits entre le gouvernement national et les représentants des secteurs agraires, il réalise des performances au musée d'art latino-américain et au cours des différentes manifestations politiques.
En 2010, il participe à la Biennale de San Pablo avec la pièce El alma nunca piensa sin imágenes, qu'il réalise avec un collectif d'artistes nommé Brigada Argentina por Dilma en soutien à la candidate du Parti travailliste brésilien Dilma Rousseff qui était candidate à la présidentielle pendant cette période.
En 2011, le Musée national centre d'art Reine Sofía inaugure une exposition rétrospective des productions de Jacoby intitulée El deseo nace del derrumbe.